# Lien de l'esprit
Lien de l'esprit (titre original : Spirit Bound) est le cinquième roman de la série Vampire Academy écrite par Richelle Mead. Il est précédé par Promesse de sang. 
Lors de la semaine de sa sortie, le roman a été numéro 1 de la liste des best-sellers du Wall Street Journal et de USA Today. Il a aussi fait grimper la série Vampire Academy à la première position de la liste des best-sellers pour enfants et/ou adolescents du New York Times.
Dans Lien de l'esprit, Rosemarie "Rose" Hathaway est de retour à l’académie Saint-Vladimir pour terminer sa formation de gardienne. Elle décide aussi de trouver un moyen de retransformer son ancien mentor et amant, Dimitri, en Dhampir après avoir découvert dans le précédent roman qu'il existait peut-être un moyen de le faire. 

## Résumé
Le livre commence avec Rose qui est sur le point de passer l'épreuve finale de sa formation de gardienne. Bien que la lettre de menace envoyée par Dimitri, toujours en vie alors que Rose pensait l'avoir tué, la tracasse, Rose réussit son épreuve haut la main et devient officiellement une gardienne après avoir reçu la marque de la promesse. Après l'épreuve, tous les nouveaux gardiens sont envoyés à la cour royale pour attendre leur affectation à un Moroï. 
Dans le précédent tome, Rose avait découvert que le frère de Victor Dashkov, son ennemi depuis le premier tome, avait peut-être trouvé un moyen de faire revenir à sa forme naturelle un Dhampir devenu Strigoï. Elle avait donc demandé à Abe, son père, de le soudoyer pour qu'il leur donne l'adresse de son frère mais Victor refusa. Rose décide donc d'aller faire évader Victor de prison car elle pense que lui rendre ce service lui donnerait l'envie de l'aider en retour. Avec l'aide de sa meilleure amie la princesse Vasilisa "Lissa" Dragomir, qui est une Moroï spécialiste de l'esprit et d'un autre ami gardien Eddie Castile, Rose part secrètement en direction de la prison de Victor. Grâce aux capacités de Lissa, ils arrivent à libérer Victor. Ce dernier accepte de les conduire à Robert, son frère, un spécialiste de l'esprit solitaire. 
Ils se rendent tous à Las Vegas. Là-bas, le petit copain de Rose, Adrian, les retrouve grâce aux cartes de crédit de Rose. Vexé que cette dernière fasse tant d'efforts pour essayer de sauver son ex-petit copain, il décide quand même de rester avec eux. Le groupe rejoint Robert qui leur explique que pour retransformer un Dhampir il faut lui planter dans le cœur un pieu dans lequel un spécialiste de l'esprit a insufflé sa magie. Peu après cette discussion, ils sont attaqués par Dimitri et d'autres Strigoï. Ils arrivent à leur échapper mais perdent Victor et Robert qui ont profité de l'attaque pour fuir de leur côté. 
Rose, Lissa et les autres rentrent à la cour sains et saufs. Quelques jours plus tard, Lissa et Christian, son ex-petit copain, partent pour visiter la future université de Lissa. Mais Dimitri et ses Strigoï leur tendent une embuscade et enlèvent Lissa et Christian. Rose, qui était dans la tête de Lissa grâce à leurs lien lors de l’enlèvement, alerte les gardiens. Rose décide qu'il est grand temps de tuer Dimitri définitivement mais lors de la mission de sauvetage, Lissa sort un pieu sur lequel elle a insufflé de sa magie en secret et le plante dans le cœur de Dimitri. Par miracle, cela marche et Dimitri redevient Dhampir.
De retour à la cours, Dimitri est placé en détention en attendant de prouver qu'il est bien redevenu un Dhampir. Rose lui rend visite mais il refuse de lui parler car il se souvient encore des choses qu'il lui a fait subir quand il était Strigoï. Il lui annonce aussi qu'il ne l'aime plus et ne l'aimera plus jamais. Rose part donc retrouver du réconfort auprès d'Adrian et décide de passer à autre chose et d'essayer de construire une vrais relation avec ce dernier. 
Le lendemain, Rose est arrêtée par les gardiens de la cour. La Reine Tatiana a été assassinée et Rose est la principale suspecte. En effet, cette dernière n'a jamais porté la reine dans son cœur et lui avait fait des menaces sous le coup de l'énervement après que cette dernière a fait voter une loi obligeant les gardiens novices à devenir de vrais gardiens à partir de 16 ans. Après l'annonce d'un procès, Ambrose, l'amant Dhampir secret de la reine, donne un mot que la reine avait écrit avant sa mort à Rose. Dans ce mot, la reine annonce qu'elle n'a pas eu le choix que de faire passer cette loi et que le seul moyen de sauver la cour est que Lissa soit membre du conseil et fasse entendre sa voix et ses idées. Elle annonce qu'il existe encore un autre Dragomir en vie et que Rose doit absolument le trouver car pour faire partie du conseil, il faut au moins deux personnes dans chaque famille.

## Suite
La suite de ce cinquième tome est Sacrifice ultime. 